# Михайлов, Егор Борисович
Егор Борисович Михайлов (род. 23 июля 1978, Москва) — российский хоккеист, правый нападающий, сын хоккеиста и тренера Бориса Михайлова. 

## Клубная карьера
Заниматься хоккеем начал в пятилетнем возрасте. Начал карьеру в 1994 году в СКА, который в то время тренировал его отец.
Сезон 1996/97 провел в клубе Западной хоккейной лиги «Спокан Чифс». Находясь в США, попал в автокатастрофу, от последствий которой долго восстанавливался. По словам самого спортсмена, это стало одной из причин его возвращения в Россию.
В сезоне 1997/98, забросив 14 шайб, став лучшим снайпером СКА. По окончании сезона подписал контракт с ЦСКА.
В дальнейшем играл за московское «Динамо», СКА, магнитогорский и новокузнецкий «Металлурги». В составе магнитогорского клуба стал бронзовым призёром чемпионата России в 2002 году, а в составе «Динамо» — обладателем Кубка европейских чемпионов-2006.
Участник «Матча всех звезд» Суперлиги 2003 года.
Сезон 2010/11 начал в составе ЦСКА, контракт с которым продлил в мае 2010 года. 23 декабря соглашение было расторгнуто.
4 января 2011 года подписал контракт до конца сезона с московским «Спартаком». Летом 2012 года подписал контракт с хабаровским «Амуром», однако за день до старта регулярного чемпионата КХЛ он был расторгнут, после чего хоккеист вернулся в «Спартак», в составе которого провёл ещё один сезон.

## Сборная России
В 1996 году привлекался в юношескую сборную России, с которой стал чемпионом Европы. В 1999 году привлекался во вторую сборную России, с которой участвовал в международном турнире «Большой приз Санкт-Петербурга». За первую сборную провел 3 официальных матча (в 2003 году на «Кубке Карьяла»). Также был участником «Суперсерии легенд-99».

## Статистика
|           |                          |                    | Регулярный сезон | Регулярный сезон | Регулярный сезон | Регулярный сезон | Регулярный сезон | Плей-офф | Плей-офф | Плей-офф | Плей-офф | Плей-офф |
| Сезон     | Команда                  | Лига               | Игр              | Г                | П                | Очк              | Штр              | Игр      | Г        | П        | Очк      | Штр      |
| --------- | ------------------------ | ------------------ | ---------------- | ---------------- | ---------------- | ---------------- | ---------------- | -------- | -------- | -------- | -------- | -------- |
| 1994-1995 | СКА (Санкт-Петербург)    | МХЛ                | 32               | 1                | 1                | 2                | 8                | --       | --       | --       | --       | --       |
| 1995-1996 | СКА (Санкт-Петербург)    | МХЛ                | 46               | 7                | 3                | 10               | 14               | --       | --       | --       | --       | --       |
| 1996-1997 | Спокан Чифс              | WHL                | 45               | 10               | 10               | 20               | 34               | --       | --       | --       | --       | --       |
| 1997-1998 | СКА (Санкт-Петербург)    | Суперлига          | 42               | 14               | 10               | 24               | 34               | --       | --       | --       | --       | --       |
| 1998-1999 | ЦСКА                     | Суперлига          | 42               | 7                | 9                | 16               | 36               | 3        | 0        | 0        | 0        | 4        |
| 1999-2000 | ЦСКА                     | Суперлига          | 37               | 1                | 5                | 6                | 20               | --       | --       | --       | --       | --       |
| 2000-2001 | ЦСКА                     | Суперлига          | 41               | 4                | 7                | 11               | 14               | --       | --       | --       | --       | --       |
| 2001-2002 | Металлург (Магнитогорск) | Суперлига          | 45               | 8                | 6                | 14               | 16               | --       | --       | --       | --       | --       |
| 2002-2003 | Металлург (Магнитогорск) | Суперлига          | 18               | 1                | 4                | 5                | 22               | 1        | 0        | 0        | 0        | 0        |
| 2003-2004 | СКА (Санкт-Петербург)    | Суперлига          | 60               | 9                | 23               | 32               | 28               | --       | --       | --       | --       | --       |
| 2004-2005 | СКА (Санкт-Петербург)    | Суперлига          | 57               | 13               | 17               | 30               | 34               | --       | --       | --       | --       | --       |
| 2005-2006 | Динамо (Москва)          | Суперлига          | 30               | 3                | 6                | 9                | 30               | 4        | 1        | 0        | 1        | 4        |
| 2006-2007 | Динамо (Москва)          | Суперлига          | 15               | 3                | 0                | 3                | 12               | --       | --       | --       | --       | --       |
| 2006-2007 | ЦСКА                     | Суперлига          | 32               | 5                | 3                | 8                | 20               | 12       | 0        | 1        | 1        | 2        |
| 2007-2008 | Металлург (Новокузнецк)  | Суперлига          | 57               | 17               | 22               | 39               | 76               | --       | --       | --       | --       | --       |
| 2008-2009 | Металлург (Новокузнецк)  | КХЛ                | 48               | 10               | 15               | 25               | 45               | --       | --       | --       | --       | --       |
| 2009-2010 | ЦСКА                     | КХЛ                | 52               | 8                | 6                | 14               | 51               | 3        | 0        | 0        | 0        | 4        |
| 2010-2011 | ЦСКА                     | КХЛ                | 33               | 6                | 9                | 15               | 22               | --       | --       | --       | --       | --       |
| 2010-2011 | Спартак (Москва)         | КХЛ                | 16               | 4                | 0                | 4                | 2                | --       | --       | --       | --       | --       |
| 2011-2012 | Спартак (Москва)         | КХЛ                | 35               | 7                | 7                | 14               | 16               | --       | --       | --       | --       | --       |
| 2012-2013 | Спартак (Москва)         | КХЛ                | 32               | 4                | 4                | 7                | 8                | --       | --       | --       | --       | --       |
| 2012-2013 | Спартак (Москва)         | Кубок Надежды 2013 | --               | --               | --               | --               | --               | 5        | 2        | 0        | 2        | 0        |
| 2013-2014 | Ред Айс                  | NLB                | 45               | 23               | 20               | 43               | 44               | 4        | 0        | 1        | 1        | 2        |